# Heinrich Gottlieb Köhler
Heinrich Gottlieb Köhler (selten auch Koehler; * 11. Februar 1779 in Celle; † 10. Oktober 1849 in Göttingen) war ein deutscher Mathematiker und Hochschullehrer.

## Leben
Köhler besuchte in Celle das Gymnasium und ging 1798 an die Universität Göttingen. Dort studierte er bis 1801 und bereits 1802 wurde er als Lehrer der Mathematik und Physik an das Pädagogium Ilfeld berufen. Nach etwa neun Jahren, 1811, stieg er zum Konrektor der Anstalt auf. Trotzdem soll Köhler in seiner Stellung als Schullehrer nicht zufrieden gewesen sein. 1816 verlieh ihm die Philosophische Fakultät der Universität Göttingen die Ehrendoktorwürde (Dr. phil. h.c. ), wenig später übersiedelte er zurück nach Göttingen.
Köhler habilitierte sich an der philosophischen Fakultät und lehrte dort als Privatdozent von 1821 bis zu seinem Tod 1849. Neben der Mathematik umfasste seine Lehre auch Kurse der Architektur. Köhler soll kein herausragender Mathematiker gewesen sein, allerdings machte er sich um die Vervollständigung der logarithmischen Tafeln verdient. Auch mit seiner preisgekrönten Schrift Ueber die zweckmäßigste Einrichtung der Gewerbeschulen und der polytechnischen Institute von 1830 machte er auf sich aufmerksam.

## Werke (Auswahl)
- Ueber die zweckmäßigste Einrichtung der Gewerbeschulen und der polytechnischen Institute, Göttingen 1830.
- Jérôme de LaLande's logarithmisch-trigonometrische Tafeln: vermehrt durch die Tafeln der Gaußischen Logarithmen, Tauchnitz, Leipzig 1831 (eine ergänzte Übersetzung eines Werks von Jérôme Lalande).
- Logarithmisch-trigonometrische Handbuch, Leipzig 1847.
- Vier logarithmische und antilogarithmische Tafeln, 1851 (postum von einem Sohn herausgegeben).